# Leptotrygon
Leptotrygon is een geslacht van de vogelfamilie der Columbidae (Duiven). Het is afgesplitst van het geslacht Geotrygon en nu een monotypisch geslacht:
- Leptotrygon veraguensis – Veraguakwartelduif